# 东久橐吾
东久橐吾（学名：Ligularia tongkyukensis）为菊科橐吾属的植物，为中国的特有植物。分布在中国大陆的西藏等地，生长于海拔3,350米至3,950米的地区，常生于杜鹃灌丛中，目前尚未由人工引种栽培。